# Кикбоксер 2: Дорога назад
«Кикбо́ксер 2: Дорога назад» (англ. Kickboxer 2: The Road Back) — американский художественный фильм в жанре спортивной драмы, поставленный режиссёром Альбертом Пьюном. В главной роли — Саша Митчелл. Премьера фильма состоялась в США 14 июня 1991 года.

## Сюжет
Дэвид Слоан — младший брат кикбоксеров Курта и Эрика Слоанов, героев первой части фильма. Дэвид преподает боевые искусства, но выходить на ринг за деньги отказывается.
Однако столкнувшись с финансовыми трудностями, ему приходится провести бой с лучшим учеником жестокой школы Масиа … и выиграть! Став чемпионом, он собирается уйти из этого спорта, окончательно в нём разочаровавшись. Но оказывается, что завязать с боями без правил так же сложно, как уйти из мафии — мало шансов остаться в живых.

## В ролях
- Саша Митчелл — Дэвид Слоун
- Питер Бойл — Джастин
- Деннис Чан — Зиан Чао
- Кэри-Хироюки Тагава — Санга
- Джон Дил — Джек
- Мишель Кисси —  Тонг По
- Винсент Клин — Тай Туг